# Johan Audel
Johan Audel (Nice, 12 december 1983) is een Frans voormalig betaald voetballer van Martinikaanse afkomst die bij voorkeur als aanvallende middenvelder speelde.
Hij komt uit de jeugdopleiding van OGC Nice, waarna hij in het seizoen 2004-'05 in het shirt van Lille OSC debuteerde in het profvoetbal. Hij tekende in augustus 2010 een vierjarig contract bij VfB Stuttgart, dat hem overnam van Valenciennes FC. Tussen 2013 en 2016 speelde Audel voor FC Nantes. Hierna speelde hij tot medio 2017 in Israël voor Beitar Jeruzalem.
Audel kwam uit voor het Martinikaans voetbalelftal.

## Cluboverzicht
| Seizoen                | Club                | Competitie | Wedstrijden | Doelpunten |
| ---------------------- | ------------------- | ---------- | ----------- | ---------- |
| 2003-'04               | OGC Nice            | Ligue 1    | 0           | 0          |
| 2004-'05               | Lille OSC           | Ligue 1    | 15          | 2          |
| 2005-'06               | → FC Lorient (huur) | Ligue 2    | 30          | 8          |
| 2006-'07               | Lille OSC           | Ligue 1    | 4           | 1          |
| 2007-'08               | Valenciennes FC     | Ligue 1    | 23          | 9          |
| 2008-'09               | Valenciennes FC     | Ligue 1    | 28          | 7          |
| 2009-'10               | Valenciennes FC     | Ligue 1    | 26          | 7          |
| 2010-'11               | VfB Stuttgart       | Bundesliga | 3           | 0          |
| 2011-'12               | VfB Stuttgart       | Bundesliga | 0           | 0          |
| 2012-'13               | VfB Stuttgart       | Bundesliga | 0           | 0          |
| 2013-'14               | → FC Nantes (huur)  | Ligue 1    |             |            |
|                        |                     | Totaal:    | 99          | 26         |
| Bijgewerkt op 8-5-2012 |                     |            |             |            |